# John Bevis
John Bevis (n. 10 noiembrie 1695, Old Sarum, Wiltshire – d. 6 noiembrie 1771) a fost un medic și astronom amator englez, fiind cunoscut pentru că a descoperit Nebuloasa Crabului în anul 1731.

## Biografie
John Bevis s-a înscris la 4 aprilie 1712, pentru a studia medicina, la Christ Church din Oxford. După ce a absolvit cursurile de medicină în 1718, Bevis a petrecut mai mulți ani în Franța și Italia, continuându-și studiile de medicină. După ce s-a întors în Anglia, Bevis și-a deschis un cabinet de medicină la Londra, pe la sfârșitul deceniului al treilea; totodată a lucrat ca astronom amator.
În 1731, Bevis a fost primul care a observat Nebuloasa Crabului, cu 27 de ani înainte ca Charles Messier să o redescopere, în mod independent în 1758. Munca și catalogul lui Messier câștigând în popularitate, de-a lungul anilor, Bevis a luat cunoștință despre catalogul obiectelor difuze redactat de Messier și l-a informat printr-o scrisoare, datată la 10 iunie 1771, că el observase deja nebuloasa desemnată M1 de Messier. Messier, a adăugat o notă, în edițiile următoare ale catalogului, prin care recunoștea paternitatea descoperirii lui Bevis.
Bevis a observat, de asemenea, ocultația planetei Mercur provocată de Venus la 28 mai 1737, stil nou (17 mai 1737 stil vechi) și în urma observaților a găsit o regulă de prezicere a eclipselor sateliților lui Jupiter. Din observațiile făcute cu telescopul său de la Stoke Newington, Middlesex, el a alcătuit în jurul anului 1750 un catalog de stele (mai mult asemănător unui atlas), intitulat Uranographia Britannica. Din nefericire, editorul lui Bevis, care finanța lucrarea, a făcut bancrută chiar înainte de tipărirea atlasului, iar gravurile au fost sigilate. Doar câteva exemplare ale lucrării au fost, în sfârșit, tipărite în 1786, cu mult după decesul lui Bevis, sub titlul Atlas Celeste, în română: „Atlas ceresc”, și fără ca numele lui John Bevis să fie menționat.
Bevis este unul dintre cei doi britanici (celălalt este Nicholas Munckley, și el medic) care, în mod sigur, a observat prima reîntoarcere a cometei Halley, prevăzută prin calcul. Personal, Bevis a observat-o la 1 și 2 mai 1759. Bevis a devenit membru al Royal Society la 21 noiembrie 1765.
A observat, de asemenea, tranzitul lui Venus în fața Soarelui, în 1769. Cu această ocazie, el a fost primul care a descris și a făcut un desen precis al „fenomenului de picătură neagră”, în timpul căruia forma aparentă a lui Venus apare ușor deformată chiar în momentul în care aceasta este în contact cu marginea discului solar.
John Bevis s-a stins din viață la 6 noiembrie 1771, la vârsta de 76 de ani, ca urmare a rănilor provocate de căderea telescopului său.